# Фомвихан, Кейсон
Кайсо́н Пхомвиха́н (часто — Кейсо́н Фомвиха́н) (лаос. ໄກສອນ ພົມວິຫານ, 13 декабря 1920, Саваннакхет — 21 ноября 1992, Вьентьян) — лаосский политический деятель, руководитель Лаоса с 1975 по 1992 год. Очень частое неправильное написание в советской и российской литературе связано, скорее всего, с неверной транслитерацией английской транскрипции имени — Kaysone Phomvihane (см. Лаосское письмо).
Отец государственных и партийных деятелей Сайсомфона, Тхонгсавана, Саньяхака и Сантифапа Фомвиханов.

## Биография
Родился в семье вьетнамца и лаоски 13 декабря 1920 года. При рождении получил имя Нгуен Кай Шонг (вьет. Nguyen Cai Song).
Учился во Вьетнаме — сначала в лицее, потом в Индокитайском университете в Ханое. В 1942 году включился в борьбу против японских оккупантов и французских колонизаторов. В том же 1942 году вступил в Коммунистическую партию Индокитая.
В 1947 году возглавил сопротивление в северо-восточных районах Лаоса, где организовал народные вооружённые силы, составившие ядро Народно-освободительной армии Лаоса (НОАЛ). С 1950 года министр обороны в правительстве Сопротивления. Член Патет Лао с момента основания организации. 
С 22 марта 1955 — генеральный секретарь ЦК образовавшейся Народно-революционной партии Лаоса. С того же года главнокомандующий патриотическими вооружёнными силами. Один из организаторов и руководителей Патриотического фронта Лаоса. В 1972 году выдвинул идею о переходе к социализму, «минуя капиталистическую стадию».

### Во главе Лаоса
8 декабря 1975 года Фомвихан стал премьер-министром Лаосской Народно-Демократической Республики, с 1982 года — председателем Совета Министров ЛНДР. 
С апреля 1982 году — генеральный секретарь ЦК Народно-Революционной партии Лаоса (НРПЛ). Взяв курс на строительство социализма, Фомвихан вёл страну по пути нейтралитета с сохранением особо близких отношений с СССР (который неоднократно посещал) и Социалистической Республикой Вьетнам. Под его руководством в Лаосе была проведена коллективизация и начата индустриализация. 
В 1986 году объявлено о переходе к «новому экономическому механизму» («чин таакан май»), а в 1988 году были приняты Акт о поощрении инвестиций и Закон об иностранных инвестициях. Содержание политики «чин таакан май» определялось тремя моментами: приватизация и реструктуризация госсектора, поощрение иностранных инвестиций и переход к рынку при контроле со стороны государства. Дальнейшие преобразования в Лаосе были схожи с политикой Дой Мой во Вьетнаме и реформами Дэн Сяопина в КНР. В 1990 году в стране созданы свободные экономические зоны. При нём в 1991 году из герба ЛНДР исчезло изображение красной звезды, серпа и молота, вместо них на гербе появилась национальная святыня, пагода Тхат-Луанг, расположенная во Вьентьяне. 
В 1991 году Фомвихан стал председателем НРПЛ и президентом страны и был на этих постах до своей смерти 21 ноября 1992 года.
Был похоронен в специально построенном музее во Вьентьяне, откуда его прах был перевезён на новое кладбище в 2012 году.

## Личная жизнь
У Кейсона Фомвихана было четверо сыновей: Сайсомфон, Тхонгсаван, Саньяхак (ум. в 2013 году) и Сантифап, и все они впоследствии заняли важные посты в ЛНДР. 
- Сайсомфон Фомвихан (род. 1956) с 2021 года является председателем Национальной ассамблеи[10].
- Тхонгсаван (род. 1964) — глава Комитета по внешним связям ЛНДР (с 2021 года). В 1987 году окончил международно-правовой факультет Московского государственного института международных отношений в Москве, СССР; в 2004—2009 годах — чрезвычайный и полномочный посол Лаоса в Российской Федерации, а также в Казахстане, в Республике Беларусь ина Украине по совместительству.

## Наследие
Кейсон Фомвихан по сей день является почитаемой фигурой в Лаосе. Бюсты с изображением Фомвихана устанавливаются в государственных учреждениях Лаоса, а его лицо также представлено на купюрах национальной валюты Лаоса — кипах. 
Во Вьентьяне построен музей Кейсона Фомвихана, открытый в 1995 году. Музей также сотрудничает с музеем Хо Ши Мина во Вьетнаме.

## Награды
Кейсон Фомвихан был награждён как лаосскими, так и зарубежными наградами Таиланда, Кубы, Вьетнама, Филиппин, Индонезии, Австрии, СССР и других стран за свою государственную и международную деятельность.

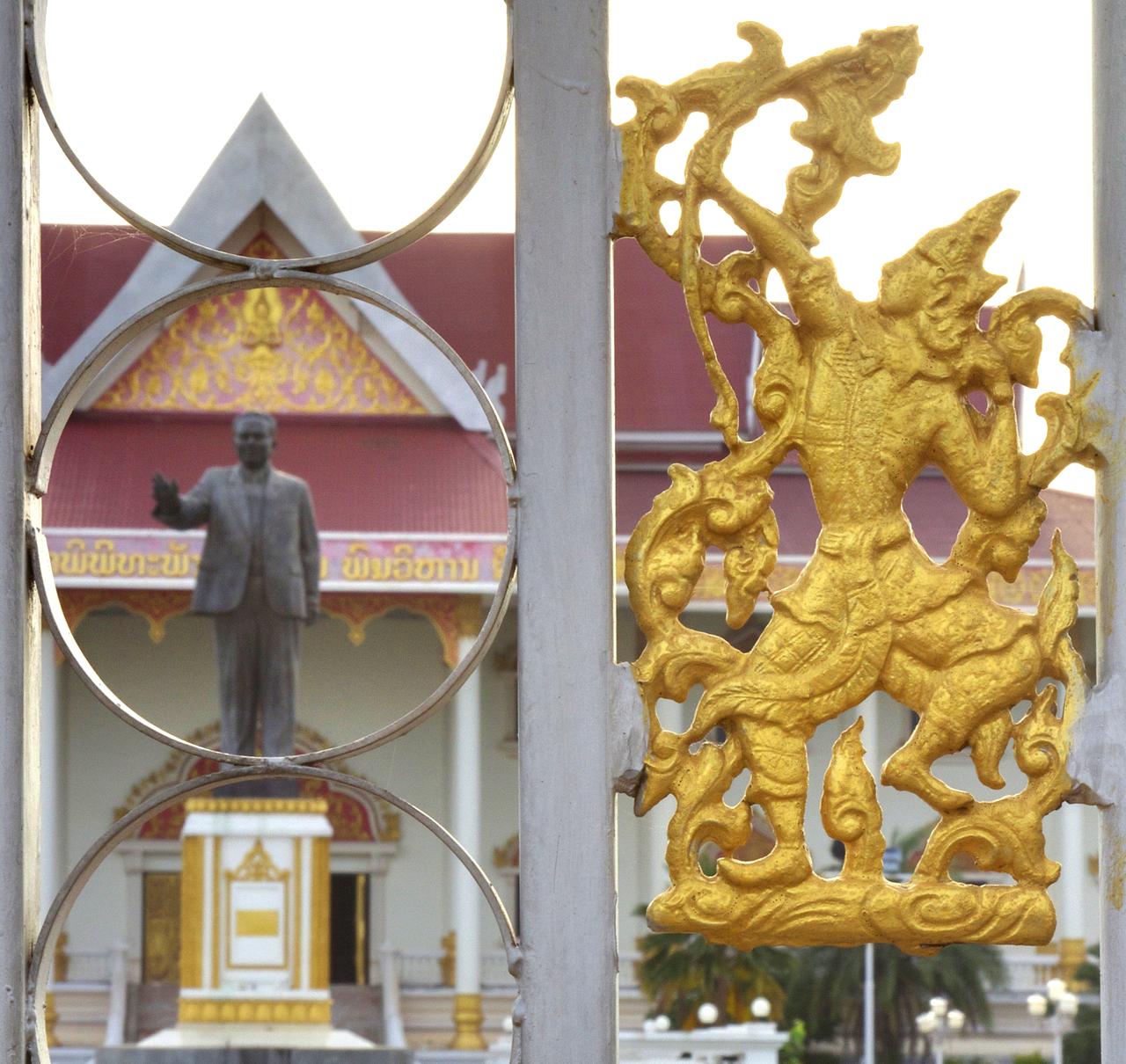
Музей Кейсона Фомвихана во Вьентьяне. Вид спереди

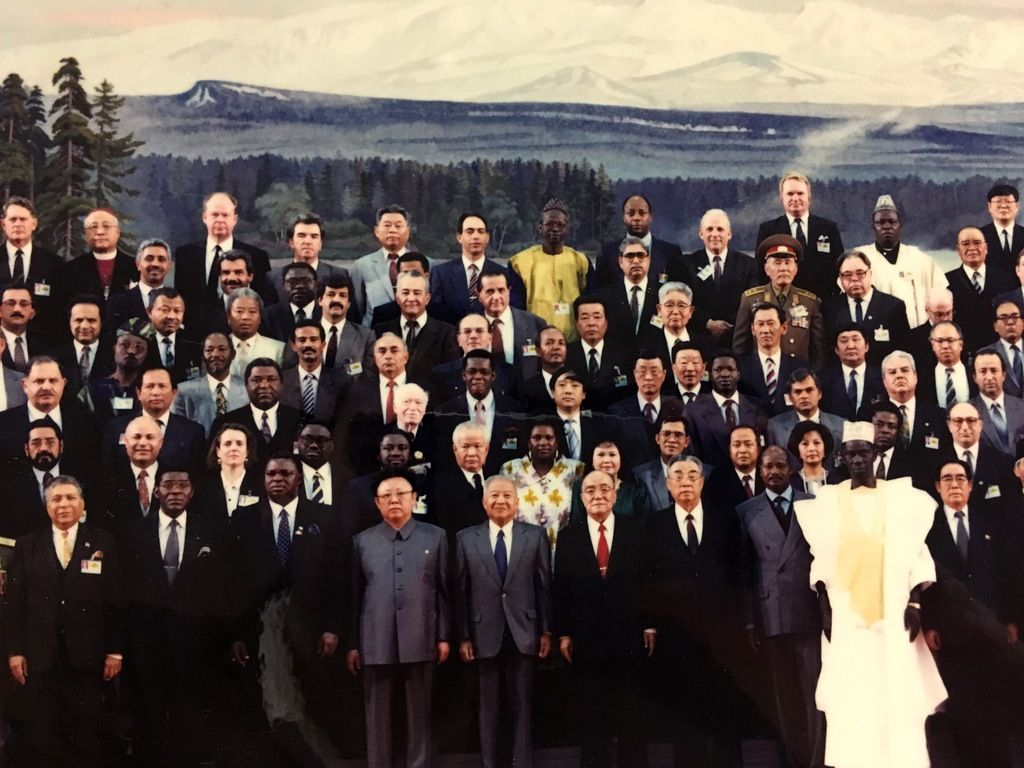
Кейсон Фомвихан (спереди) на праздновании 80-летия Ким Ир Сена в Пхеньяне, 1992 год

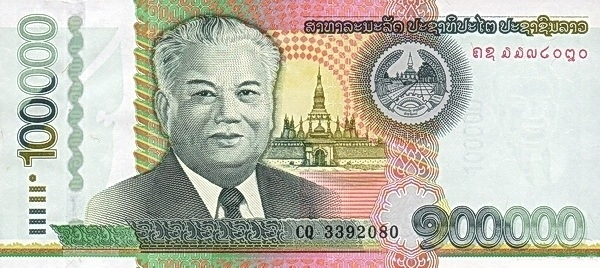
Изображение Кейсона Фомвихана на банкноте номиналом 100,000 лаосских кип